# Ignacy Schiper
Ignacy Schiper vel Izaak Ignacy Schipper (ur. 9 listopada 1884 w Tarnowie, zm. 5 listopada 1943 na Majdanku) – prawnik, historyk, orientalista, jeden z twórców nowoczesnej historiografii polskich Żydów, działacz polityczny, czołowa postać inteligencji żydowskiej dwudziestolecia międzywojennego, poseł na Sejm Ustawodawczy i Sejm I kadencji.

## Życiorys
Urodził się 9 listopada 1884 w Tarnowie, w rodzinie o tradycjach rzemieślniczo-kupieckich Maurycego (Mojżesza) i Chany. Miał 3 braci i 3 siostry, m.in. Franciszkę (1887–1960), żonę Samuela Seelenfreunda i Fanny. Ukończył gimnazjum w Tarnowie. Studiował od 1902 na wydziale prawa i filozofii Uniwersytetu Jagiellońskiego w Krakowie oraz na Uniwersytecie Wiedeńskim. Zrezygnował z kariery prawniczej ze względu na zainteresowanie badaniami historycznymi. Od młodości zaangażowany w działalność socjalistyczną i syjonistyczną. W 1904 był wśród założycieli Żydowskiej Socjaldemokratycznej Partii Robotniczej „Poalej Syjon”. W 1907 otrzymał tytuł doktora prawa na UJ. W czasie I wojny światowej był sędzią w wojsku austriackim. W latach 1919–1927 pełnił mandat posła w Sejmie RP. Należał do ścisłego kierownictwa socjaldemokratycznej partii – Poalej Syjon. W 1922 został członkiem Organizacji Syjonistycznej w Polsce i wszedł w skład jej komitetu centralnego. Należał także do władz Światowej Organizacji Syjonistycznej. Działał w wielu organizacjach, był m.in. dyrektorem Funduszu Odbudowy Palestyny na Polskę, w latach 1926–1929 współpracował z Żydowskim Instytutem Naukowym. W 1928 stał się wykładowcą w stopniu docenta w Instytucie Nauk Judaistycznych oraz otrzymał posadę dyrektora Żydowskiego Domu Akademickiego.
W czasie II wojny światowej przebywał w warszawskim getcie. Pracował tam w archiwum Judenratu, przewodniczył Komitetowi Żydowskiej Samopomocy Społecznej, działał w jidyszowym JIKOR (Jidisze Kultur Organizacje) i  hebrajskim „Tkumie” (Odrodzenie).
Był mężem Marii, z którą miał córki Rut i Annę Szoszanę oraz syna Teodora, który we wrześniu 1939 zaginął bez wieści.
W czasie powstania w getcie warszawskim został wywieziony wraz z rodziną do obozu koncentracyjnego na Majdanku. Żonę i córki od razu po przyjeździe do obozu zagazowano, natomiast Ignacy Schiper wg różnych relacji świadków zmarł z wycieńczenia 10 czerwca 1943, w lipcu 1943 albo został rozstrzelany w czasie wielkiej akcji likwidacyjnej wszystkich podobozów, tj. 5 listopada 1943.
Powszechnie uchodził za znawcę historii gospodarczej i handlowych stosunków polsko-żydowskich. Za ucznia Ignacego Schipera uważa się twórcę archiwum getta warszawskiego Emanuela Ringelbluma.

## Dzieła
- Ustawodawstwo Kazimierza Wielkiego wobec Żydów (1903)
- Studya nad stosunkami gospodarczymi żydów w Polsce podczas średniowiecza (Lwów, 1911)
- Dzieje żydowskiego dramatu i teatru (4 tomy, 1925–1928)
- Historia gospodarcza Żydów podczas średniowiecza (1932)
- Żydzi Królestwa Polskiego w dobie Powstania Listopadowego (Warszawa, 1932)
- Dzieje handlu żydowskiego na ziemiach polskich (Warszawa / Kraków, 1937)
- Siedemset lat gminy żydowskiej w Płocku (Lwów, 1938)